# Ulex borgiae
Ulex borgiae  es un arbusto espinoso de la familia de las fabáceas.

## Descripción
Son arbustos de porte abierto y ramas divergentes, con indumento laxo de pelos retorcidos patentes. Filodios de lanceolado-lineares a linear-subulados, rígidos, de ligeramente vilosos a glabrescentes. Espinas primarias robustas; las secundarias claramente más cortas que las primarias. Bracteolas tan anchas o ligeramente más anchas que el pedicelo, triangular-ovadas, pubescentes. Cáliz de 10-14,5 mm, vilosopubescente, pubescente o glabrescente, haciéndose glabrescente y escarioso en la fructificación; labios de 3-4 mm de anchura, estrechándose en la base. Corola tan larga o ligeramente más larga que el cáliz, con quilla más corta que el estandarte y más larga que las alas.  Florece de octubre a marzo.

## Distribución y hábitat
Se encuentra en landa sobre areniscas o sobre suelos aluviales costeros, húmedos; a una altitud de 0-600 metros en el sur de España – sierras de Algeciras y zonas bajas de la costa meridional de Málaga–.

## Taxonomía
Ulex borgiae fue descrita por  Salvador Rivas Martínez y publicado en Lagascalia 14(1): 140. 1986.
Citología
Número de cromosomas de Ulex borgiae (Fam. Leguminosae) y táxones infraespecíficos: 2n=64, 96
Etimología
Ulex: nombre genérico que es el antiguo nombre de esta planta o alguna similar.
Sinonimia
- Ulex baeticus subsp. glabrescens (Webb) Cubas
- Ulex parviflorus var. glabrescens (Webb) Rothm.
- Ulex scaber var. glabrescens Webb[5][6]